# PlanetSolar
PlanetSolar est le nom d'un projet de premier tour du monde en bateau alimenté par énergie solaire. C'est aussi le nom du catamaran, le MS Tûranor PlanetSolar, plus grand bateau solaire du monde depuis 2010, créé pour cette expérience conduite par Raphaël Domjan et ses cofondateurs qui voulaient ainsi démontrer qu'aujourd'hui des technologies et des énergies renouvelables sont disponibles pour une transition sociale et écologique. Le bateau peut aussi naviguer jour et nuit grâce aux batteries placées dans les coques.
Le bateau navigue depuis 2010 et a fait escale dans de nombreux ports à travers le monde. Après son tour du monde réussi en 2010-2012, il continue sa mission d'ambassadeur de l'énergie solaire et a servi de plateforme scientifique pour la fondation  Suisse Race for Water de 2016 à 2020.
En 2016 il est renommé MS Race For Water, il a intégré un kit pour sa propulsion et la technologie hydrogène. Celle-ci lui permet de gagner jusqu'à six jours d'autonomie[source secondaire souhaitée].
Ce navire, renommé MS Porrima en 2021, repart pour un tour du monde en décembre 2021 depuis Osaka au Japon. Victime d'avaries, il s'échoue sur une plage en Inde à l'été 2022 et est remis à flot en novembre 2022.

## Naissance du projet
L'idée, est née dans les glaces de l'Islande, lorsque Raphaël Domjan, éco-explorateur et éco-entrepreneur, a constaté la fonte importante des glaciers entre plusieurs voyages. Il a alors eu l'idée d'un bateau propulsé uniquement par l'énergie solaire en 2004 afin de réaliser un tour du monde.

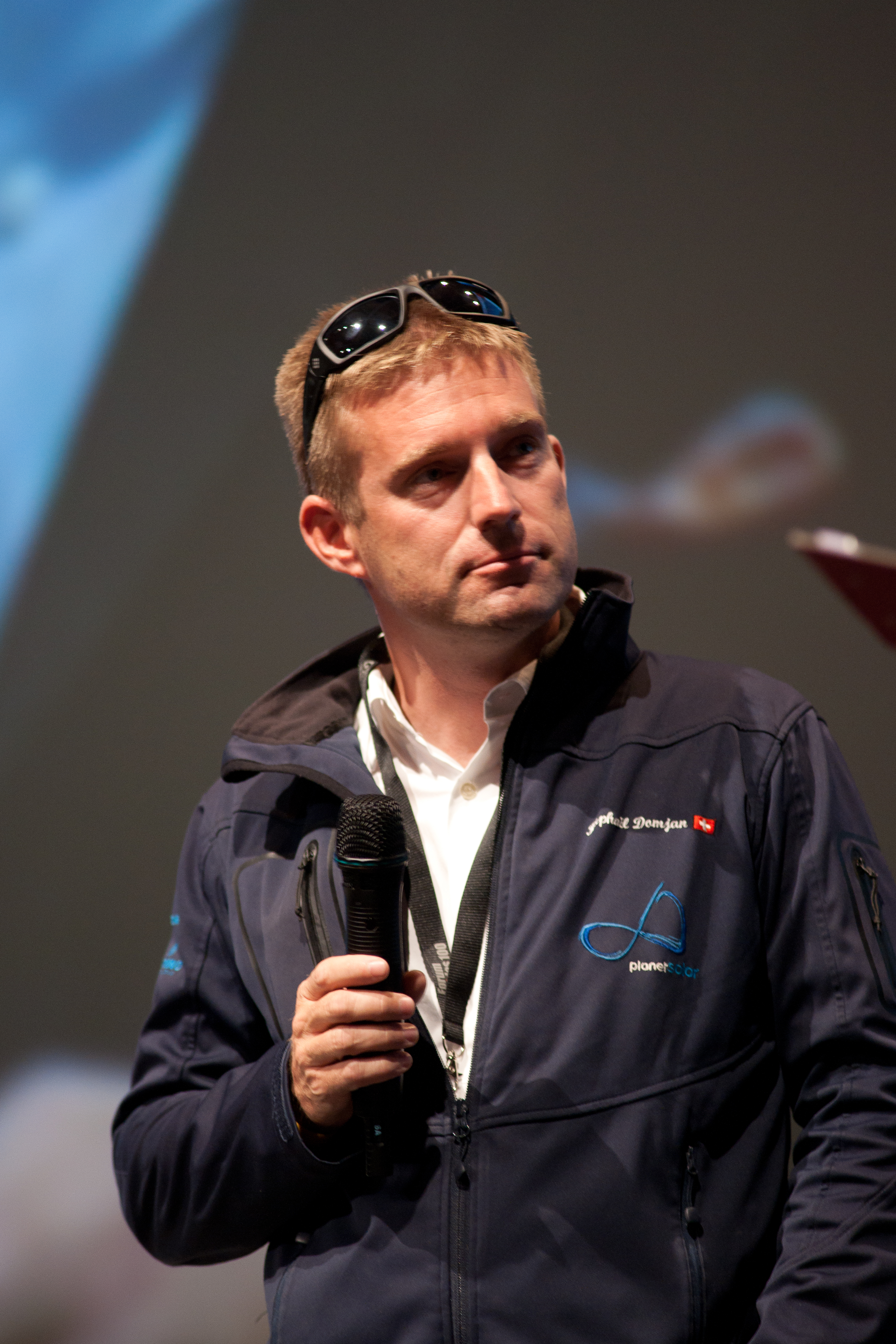
Initiateur et chef d'expédition Raphaël Domjan

Le projet a été présenté à la presse pour la première fois le 16 mars 2006, à Yverdon-les-Bains en Suisse avec comme cofondateurs : Paola Ghillani, Stefan Nowak et Pierre-Marcel Favre[source secondaire souhaitée].
Jusqu'à présent, la navigation sur les mers et les océans faisait intervenir principalement trois paramètres : le vent, les courants et les vagues. L'utilisation d'un bateau solaire fait apparaître une nouvelle donnée, l'ensoleillement. Les météorologistes devront donc fournir au bateau les données d'ensoleillement prévues sur le trajet. Pour optimiser ces données, et trouver le meilleur trajet, un logiciel de routage a été développé. Celui-ci prend en compte également le niveau de charge des batteries du bateau, l'ensoleillement actuel et futur, et calcule la route la plus efficace jusqu'au point d'arrivée défini[source secondaire souhaitée].
En février 2008, l'entrepreneur Immo Ströher, intéressé par les énergies renouvelables, rejoint le projet et devient son principal investisseur et le propriétaire du bateau[source secondaire souhaitée].
Le début du chantier a lieu en janvier 2009 à Kiel en Allemagne et la mise à l'eau a lieu en mars 2010[source secondaire souhaitée].

## Historique des expéditions

### 2010-2012: Tour du monde
Le 27 septembre 2010, le navire, nommé MS Tûranor PlanetSolar (« puissance du soleil » en sindarin, langue imaginée par J. R. R. Tolkien) est mis à l'eau à Monaco pour une première tournée du monde. L'objectif est de tester son efficacité et autonomie énergétique,.
L’équipage du Tûranor PlanetSolar a réalisé le premier tour du monde uniquement à l'aide de l'énergie solaire. L'équipage était de quatre personnes : le chef d'expédition et initiateur Raphaël Domjan (Neuchâtel, Suisse) ; comme capitaine Patrick Marchesseau (France), puis dès Nouméa Erwann le Rouzic (France) ; chef ingénieur Christian Ochsenbein (Berne, Suisse) ; comme bosco et pour la navigation Jens Langwasser (Kiel, Allemagne). Patrick Marchesseau reprendra la barre comme capitaine pour la traversée du golfe d'Aden et pour l'arrivée à Monaco.
Lors de la première étape de son voyage, le MS Tûranor PlanetSolar a traversé l'Atlantique, avec plusieurs escales prévues.
PlanetSolar achève son tour du monde le 4 mai 2012 dans le port de Monaco, après 585 jours de navigation et plus de 60 000 km parcourus, soit une vitesse moyenne d'environ 4 km/h jour et nuit.

### Campagne 2012: tour de Méditerranée
À l'été 2012, le Tûranor PlanetSolar effectue une nouvelle campagne en Méditerranée. L'objectif était de naviguer tout l'été en Méditerranée et de faire escale dans plusieurs ports afin de sensibiliser le public sur les capacités de l'énergie solaire et les possibilités que cette énergie offre.

### Campagne 2013: Expédition DeepWater

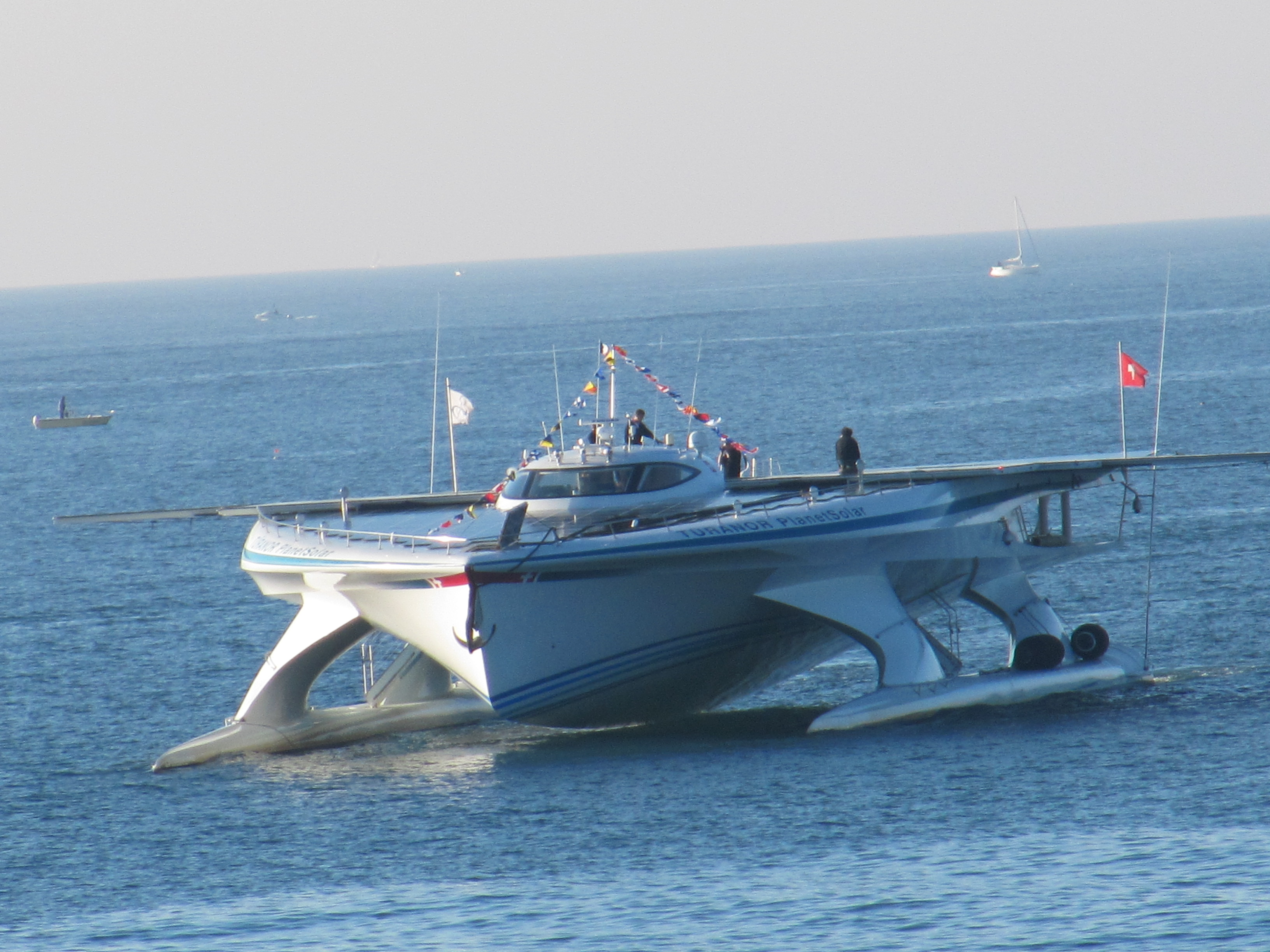
Le PlanetSolar à l'entrée de Lorient en septembre 2013.

En avril 2013, le bateau a commencé sa campagne 2013 en réitérant sa traversée transatlantique et en battant une nouvelle fois le record de vitesse pour un bateau propulsé à l'énergie solaire, en 22 jours 12 h et 32 min.
Depuis Miami, il entame alors une expédition scientifique en partenariat avec des scientifiques de l'université de Genève. Celle-ci nommée DeepWater, a pour objectif de récolter des données sur le courant océanique du Gulf Stream, qui est l'un des plus importants régulateurs du climat européen et nord-américain. Pour cette mission, seul un bateau ne rejetant aucun polluant dans l'air était nécessaire, pour la qualité des mesures notamment[source secondaire souhaitée]. Ainsi le PlanetSolar était le seul bateau capable d'embarquer le matériel nécessaire pour les besoins de cette mission.
Le bateau s'est arrêté à Paris le 10 septembre 2013, quai André-Citroën après avoir parcouru 20 000 km (dont 8 000 dans le courant du Gulf Stream, avec Gérard d'Aboville comme capitaine).

### Campagne 2014: Expédition TerraSubmersa
Débutée à Boulogne-sur-Mer, la campagne 2014 a commencé par plusieurs escales en Europe pour continuer sa mission de sensibilisation sur l'efficacité et le potentiel de l'énergie photovoltaïque[source secondaire souhaitée].
Puis durant l'été 2014, le bateau a de nouveau joué le rôle de plateforme scientifique dans le cadre de l'expédition TerraSubmersa menée par l'université de Genève qui avait pour but d’explorer les paysages préhistoriques engloutis par les eaux dans la baie de Kiladha en Grèce, afin de les reconstituer et d’y repérer d’éventuelles traces d’activités humaines[source secondaire souhaitée].

### Campagne 2017 - 2020: Expédition Race for water.
De 2017 a 2020, le bateau renommé Race for Water est en service pour la Fondation Race for Water pour l'étude de la pollution des eaux par le plastique.

### 2021 - 2022: Porrima

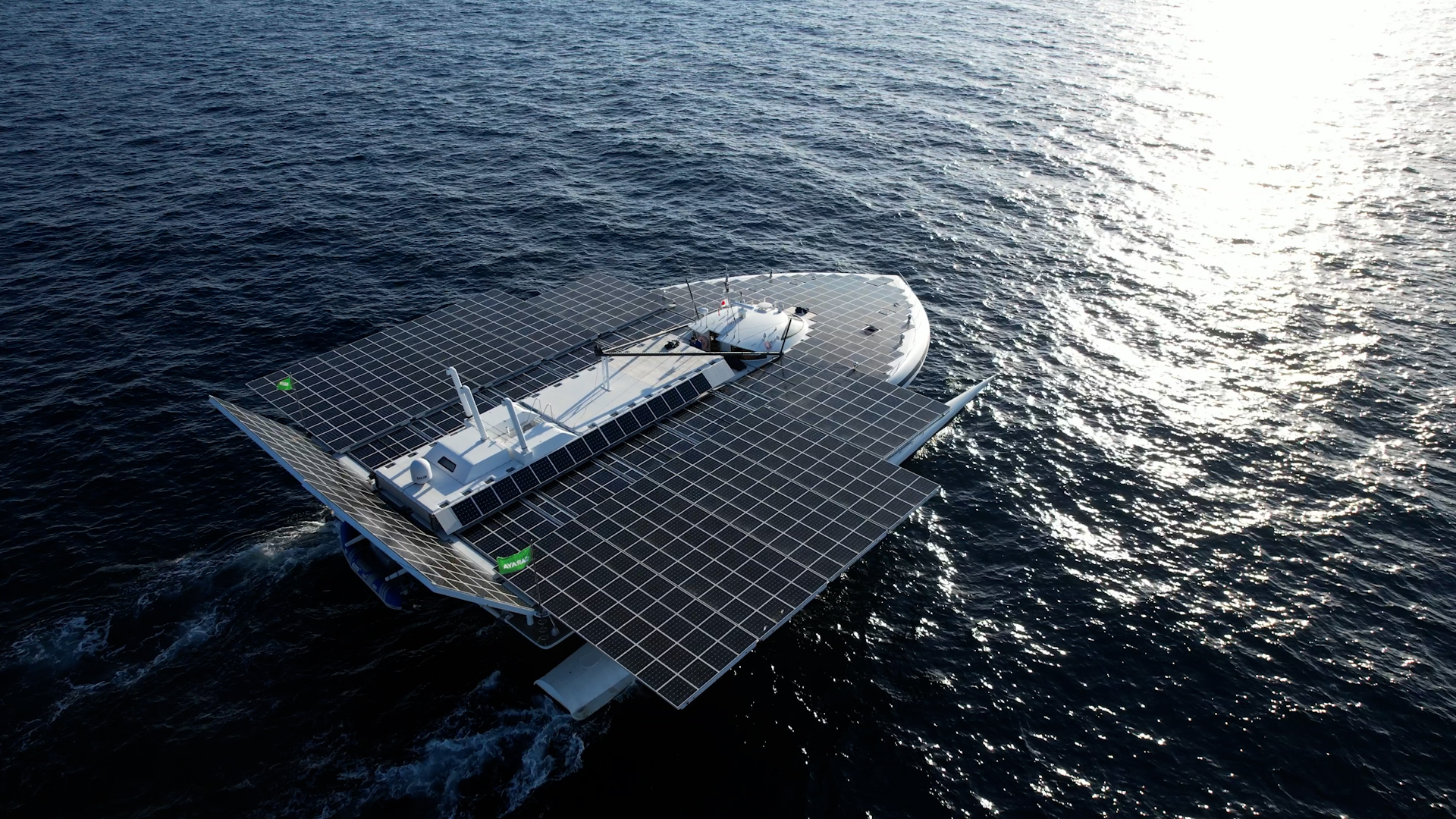
Le Porrima

Désormais propriété de la société Blue Innovations présidée par Gunter Pauli, le navire est renommé en 2021 MS Porrima, d'après Porrima la déesse romaine, symbole du futur et protectrice des femmes enceintes.
Son propriétaire axe ses travaux sur la recherche directe d'innovations traitant des enjeux écologiques, en particulier sur la pollution des mers et les énergies renouvelables comme solutions, inspirés de principes issus de l'économie circulaire et plus particulièrement de l'économie bleue. 
Fin décembre 2021, le navire alors amarré dans le port d'Osaka au Japon doit relever un nouveau défi : équipé d'une dizaine de technologies améliorées ou encore au stade expérimental, le navire de recherche scientifique doit réaliser un voyage autour du monde, propulsé entièrement par les énergies éolienne, solaire et même hydrogène, en captant puis transformant les nanoplastiques trouvés dans l'océan.
L'objectif de l'équipage de Porrima est également de partager à la fois ses préoccupations sur les grands enjeux environnementaux, mais aussi ses résultats auprès des scientifiques locaux, des entrepreneurs, des sponsors, des médias et des enfants.

#### Escales réalisées
- Osaka (Japon) - 18 décembre 2021
- Kaohsiung (Taiwan) - 1er janvier 2022
- Dubaï (EAU) - 17 mars 2022

Victime de fuites puis d'avaries, il s'échoue sur une plage en Inde, au sud de Bombay, en été 2022,,. Il reprend la mer le 1er novembre 2022.

#### Caractéristiques du projet
Le navire combine plusieurs années d'expérience à travers le monde en utilisant :
- l'énergie solaire de panneaux répartis sur 540 m2
- l'énergie éolienne avec un cerf-volant de 800 mètres d'altitude suivi par intelligence artificielle, et développé par Skysails Technology
- un système d'énergie hydrogène avec collecte et transformation de nanoplastiques, développé par Eden Tech.

Mais Porrima transporte également d'autres technologies à tester à bord :
- un masque de plongée Li-Fi développé par le Prof. Suat Topsu et son équipe,
- un nouveau système de filtration sonore développé par le Dr Jorge Reynolds,
- une station météo sous-marine développée par BIOceanOr[17],
- un système de vision sous-marine 3D développé par l'équipe de Shawn Frayne à Looking Glass Factory.

## Caractéristiques techniques
Le bateau MS Tûranor PlanetSolar est muni de batteries pour stocker l'énergie électrique produite par ses 537 m2 de panneaux solaires constitués de 38 000 cellules photovoltaïques sunpower réparties sur le pont du navire. Le bateau possède une autonomie de 3 jours. La vitesse moyenne est d'environ 5 nœuds (9 km/h) et sa vitesse maximum de 9 nœuds.

### Bateau

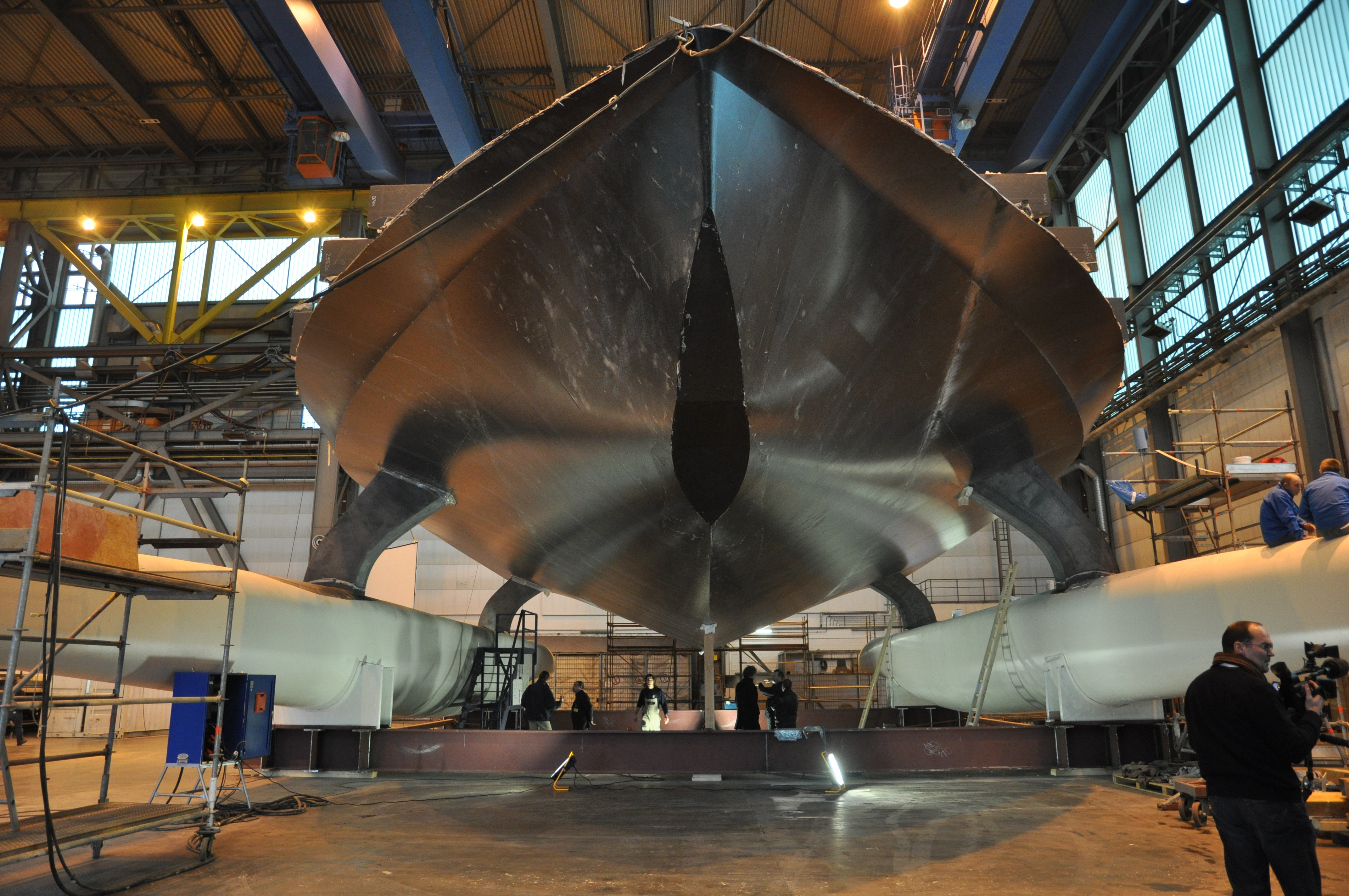
Photographie du bateau solaire PlanetSolar en construction à Kiel, dans le Nord de l'Allemagne, en novembre 2009.

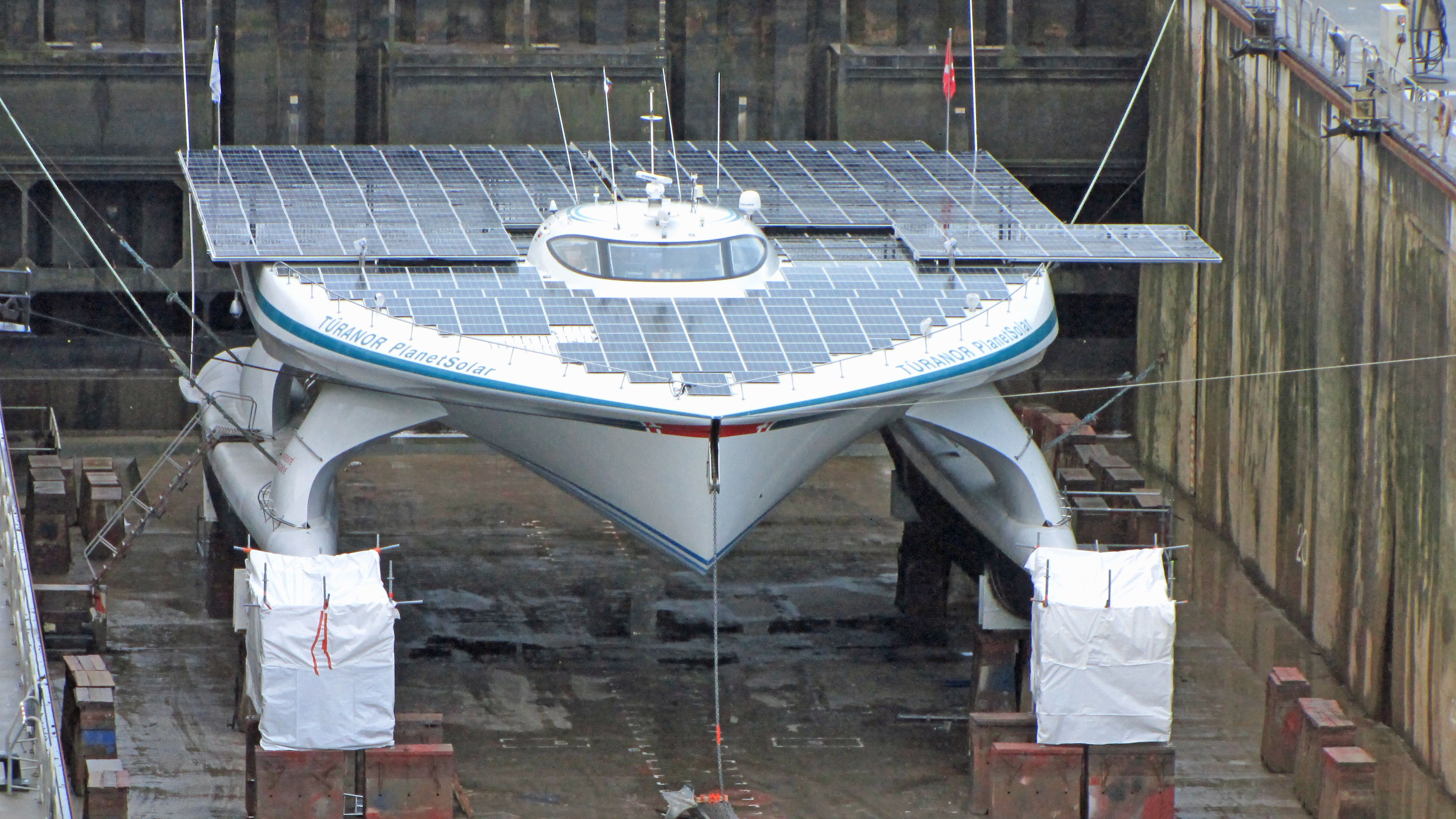
Le PlanetSolar en cale sèche à Concarneau en janvier 2014.

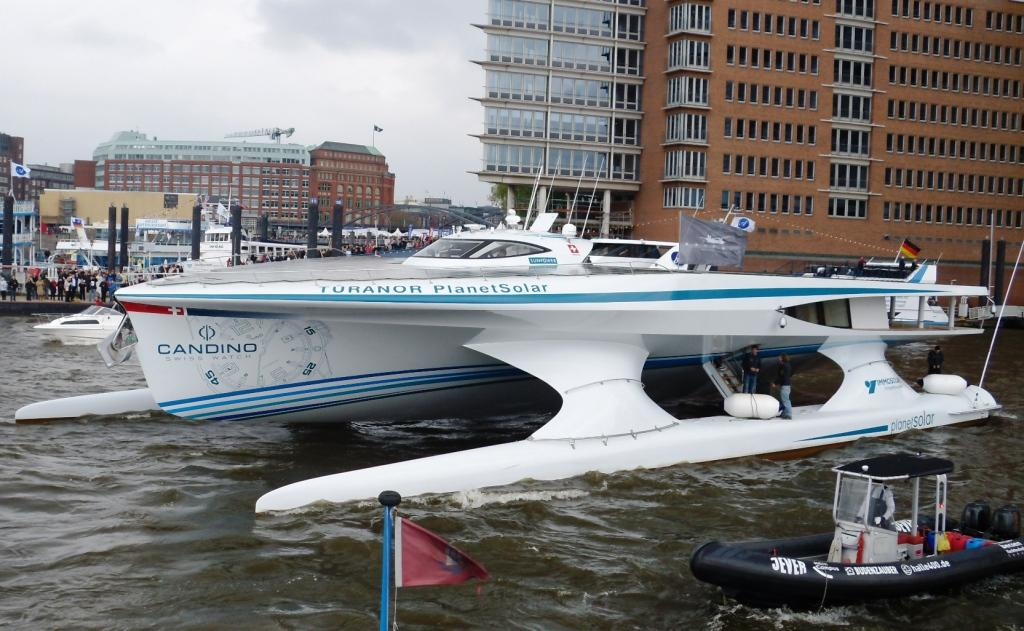
PlanetSolar à Hambourg, en mai 2010.

La construction de PlanetSolar a débuté en janvier 2009 à Kiel, en Allemagne. Il est entièrement construit en matériaux composites : fibre de carbone et de nid d'abeille en sandwich de diverses densités en fonction du type de structures (coque, jambe de force, etc.)[source secondaire souhaitée].